# Ciriacremum gabonense
Ciriacremum gabonense är en insektsart som beskrevs av Altnt, Hoess och Burckhardt 2007. Ciriacremum gabonense ingår i släktet Ciriacremum och familjen rundbladloppor. Inga underarter finns listade i Catalogue of Life.